# レトロニム
レトロニム（英語: retronym）とは、ある語の意味が時代とともに拡張された、あるいは変化した場合に、古い意味の範囲を特定的に表すために後から考案された語のことを指す。
「レトロニム」という単語は、「過去」を意味する「レトロ（retro）」と「語」を意味する接尾辞（-onym）の合成語である。
つまり、時代の変化により新しい事物が生まれたことから、既存の事物を新しいものと区別するため「後から」つくられた言葉を「レトロニム」と呼ぶ。一例を挙げれば、カメラにおいてデジタルカメラが出現したために「フィルムカメラ」の語が生まれ、またオンラインショップの普及により「実店舗」の語が生まれた。

## 概要

### 語源
1980年にナショナル・パブリック・ラジオ局長のFrank Mankiewiczが造語し、コラムニストのウィリアム・サファイアが、『ニューヨーク・タイムズ』の中で使用したことで広まった。
なお、日本語の「再命名」という用語は、1976年に鈴木孝夫が『日本語の語彙と表現』の中で用いている。これは「レトロニム」に先立つ用語である。

### レトロニムの例
- 人類の歴史で、もともと樹皮から分泌される粘着性の液体が固化した物質のみを樹脂（レジン、英: resin）と呼んでいた。あくまで樹木から採れたものだけが「樹脂」と呼ばれていた時代は非常に長いが、19世紀以降に化石燃料資源を原料として樹脂に似た物質が人工的に製造されるようになり、それを「合成樹脂」（英: synthetic resin）と呼ぶようになった。従来「樹脂」と呼ばれていたものをそれと区別して呼ぶ必要が生じ、「天然樹脂」（英: natural resin）というレトロニムがつくられた。
- 19世紀前半に発明された「カメラ」は、もともと写真だけを撮影するものであることが当然視されていて、それを「カメラ」と呼んでいた。19世紀後半に写真が連続的に動く映画を撮影できるカメラが発明され、それを「映画用カメラ」（英: cine-camera）などと呼ばれるようになった。それと区別・対比して従来のカメラを呼ぶために、「スチルカメラ」というレトロニムがつくられた（また動画に対して「スチル写真」というレトロニムもつくられた）。

またカメラは写真フィルムを使うのが当然と見なされており、それを単に「カメラ」と呼んでいた時代が長かった。1975年にイーストマンコダックの技術者Steven Sassonが、フィルムを使わずCCDを用いてデジタル方式で画像情報を記録するカメラのプロトタイプを制作した。1980年代後半から1990年代前半にかけてその方式のカメラが多数のメーカーで開発され、一般向けに広く販売されて「デジタルカメラ」と呼ばれるようになると、従来のカメラをそれと区別して呼ぶ必要が生じて「フィルムカメラ」というレトロニムがつくられた。